# Centenário do Sul
Pour les articles homonymes, voir Centenário.
Centenário do Sul est une municipalité brésilienne située dans l'État du Paraná.